# Боро Приморац
Боро Приморац (Мостар, 5. децембар 1954) јесте босанскохерцеговачки фудбалски тренер и бивши фудбалер.

## Играчка каријера
Приморац је каријеру започео у мостарском Вележу, а наставио је у сплитском Хајдуку. За Хајдук је свеукупно одиграо 283 утакмице и постигао 53 поготка.
У сезони 1978/79. освојио је Првенство Југославије Постигао је први погодак на новом Хајдуковом стадиону, Пољуду, 19. септембра 1979. против Трабзонспора (1 : 0), на утакмици 1. кола Купа шампиона.
Након пет година у Хајдуку, Приморац 1983. одлази у Француску, где је наступао за Лил и Кан. У оба клуба, појединачно, прикупио је випе од стотину одиграних утакмица.

## Репрезентативна каријера
За репрезентацију Југославије, Боро Приморац наступао је у периоду од 1976. до 1982. те скупио 14 наступа.
Први меч одиграо је 18. фебруара 1976. против Туниса (2 : 1) а последњи одиграо против Италије 15. новембра 1980. у Торину (0 : 2).

## Тренерска каријера
Као тренер се нашао у средишту скандала, када је открио како је Бернард Тапи купио бодове за Олимпик Марсеј на утакмици у Валенсијену.
Занимљиво, од лета 1993, Приморац више није могао добити ангажман, сви су га избегавали, осим Арсена Венгера, који га је позвао, као асистента, у Јапан.
Заједно су радили у Нагоји. Освојили су Куп Императора, постали тандем, Венгер главни, Приморац човек из сенке и десна рука Венгера, како га у Арсеналу и титулирају као „right hand man“.
Венгер је, по доласку у Арсенал заједно са Приморцем, освојио три наслова првака (1998, 2002, 2004) и четири купа (1998, 2002, 2003, 2005). Од тога биле су две дупле круне, што се никад није догодило у стогодишњој историји „тобџија“.
Приморац је радио са Венгером све до његовог одласка из Арсенала 2018.
Дана 4. новембра 2020, Приморац је именован за новог тренера хрватског Хајдук Сплита.

## Приватни живот
Боро Приморац је етнички Хрват из БиХ. Течно говори осам језика: хрватски, француски, енглески, јапански, немачки, шпански, португалски и италијански.
Његов син, Јуре Приморац, такође је професионални фудбалер.

## Успеси

### Играчки

#### Репрезентативни
СФР Југославија
- Медитеранске игре: 1979.